# Новая повесть о доме Тайра: Ёсинака и три его женщины
«Новая повесть о доме Тайра: Ёсинака и три его женщины» (яп. 新平家物語　義仲をめぐる三人の女: син хэйкэ моногатари — ёсинака о мэгуру саннин-но онна; англ. New Tales of the Taira Clan: Three Women Around Yoshinaka) — японский исторический фильм-драма 1956 года. Фильм поставил один из пионеров японского кинематографа, режиссёр Тэйноскэ Кинугаса. Он же один из авторов сценария (соавтор — Масасигэ Нарусава). Сценарий написан на основе романа писателя Эйдзи Ёсикавы, основанному на средневековом сказании о доме Тайра. Этот фильм является второй частью исторической трилогии компании «Дайэй». Первый фильм — «Новая повесть о доме Тайра» (1955, реж. Кэндзи Мидзогути). Заключительный, третий фильм — «Новая повесть о доме Тайра: Сидзука и Ёсицунэ» (1956, реж. Кодзи Сима).

## Сюжет
В начальных кадрах фильма голосом рассказчика зрителя вводят в курс той исторической ситуации, которая сложилась в Японии к моменту начала повествования на экране:
Мощь и слава, которые когда-то позволяли им говорить … «Если ты не Тайра, то ты не человек» в одночасье пала со смертью их столпа, Киёмори. Клан стал жалким и беспомощным. В землях клана Минамото стали кричать: «Свергнем Тайра!» Именно тогда Дзиро Ёсинака из Кисо провёл свои элитные войска через Синэцу и вторгся в район Хокурику, неуклонно продвигаясь в сторону столицы. Чтобы преградить им путь, клан Тайра расположился лагерем на горе Тонами в Эттю.
Была осень 2-го года Дзюэй (1183 год).
Дзиро Ёсинака победил при сражении с войском клана Тайра и поднял своё знамя над столицей. Однако, отрекшийся от власти император не торопится встретиться с победителем, перепоручив вести дела с ним своему главному советнику. Но придворные чиновники планируют союз с врагами Ёсинаки. Даже когда он хочет вернуться в свои прекрасные горы, союзники Ёсинаки предадут его. Только жена, Томоэ и наложница, Ямабуки, по-настоящему будут преданы и верны ему до конца. У него появляется и новая возлюбленная, которую он взял к себе из дома главного советника. Это дочь главного советника по имени Фуюхимэ. Поначалу боявшаяся Ёсинаку, вскоре она становится его союзницей. Она раскрывает Ёсинаке коварные планы своего отца, ведшего переговоры с его врагами, и он узнаёт о том, что вражеское войско уже на подступах к городу. Люди Ёсинаки были убиты один за другим, Фуюхимэ погибла в пламени пожара, погиб от вражеских стрел и сам Ёсинака, а Томоэ была взята в плен.

## В ролях
- Кадзуо Хасэгава — Дзиро Ёсинака
- Матико Кё — Томоэ, его жена
- Фудзико Ямамото — Ямабуки
- Хидэко Такаминэ — Фуюхимэ
- Дэндзиро Окоти — Таюбо
- Ятаро Курокава — Хигути
- Эйдзиро Янаги — Мацудоно
- Эйтаро Синдо — Юкиэ-доно, дядя Ёсинаки
- Такаси Симура — Санэмори Сайто
- Сюндзи Нацумэ — Нисиура
- Тосио Хосокава — Имай
- Ёсиндо Ямадзи — Коята
- Мицусабуро Рамон — Танэхиса Исида
- Бонтаро Миакэ — Вада
- Токико Мита — Синобу
- Рёскэ Кагава — Тайра-но Ёримори

## Премьеры
— национальная премьера фильма состоялась 15 января 1956 года.

## Награды и номинации
- Кинопремия «Майнити» (1957)

- Премия за лучшую звукозапись — Юкио Кайхара (ex aequo: «Новая повесть о доме Тайра», 1955, реж. Кэндзи Мидзогути и «Скрытые настроения», 1956, реж. Кодзабуро Ёсимура).